# Kybos iliensis
Kybos iliensis är en insektsart som beskrevs av Mitjaev 1971. Kybos iliensis ingår i släktet Kybos och familjen dvärgstritar.
Artens utbredningsområde är Kazakstan. Inga underarter finns listade i Catalogue of Life.